# 旅籠町 (名古屋市)
旅籠町（はたごちょう）は、愛知県名古屋市中区の地名。

## 歴史

### 町名の由来
朝鮮通信使の下官の宿泊所が設置された場所であることに由来する。

### 沿革
- 1878年（明治11年）12月20日 - 下日置村の一部により、名古屋区旅籠町として成立[1]。
- 1889年（明治22年）10月1日 - 名古屋市成立に伴い、同市旅籠町となる[5]。
- 1908年（明治41年）4月1日 - 1丁目および2丁目を設定[1]。
- 1974年（昭和49年）5月11日 - 住居表示実施に伴い、1丁目および2丁目が松原一丁目および同二丁目、2丁目の一部が橘一丁目に編入され、消滅[1]。